# جويل ولز
جويل ولز (بالإنجليزية: Joel Wells)‏ هو لاعب كرة قدم أمريكية أمريكي، ولد في 26 نوفمبر 1935 في كولومبيا في الولايات المتحدة.